# 伊凡阿森角

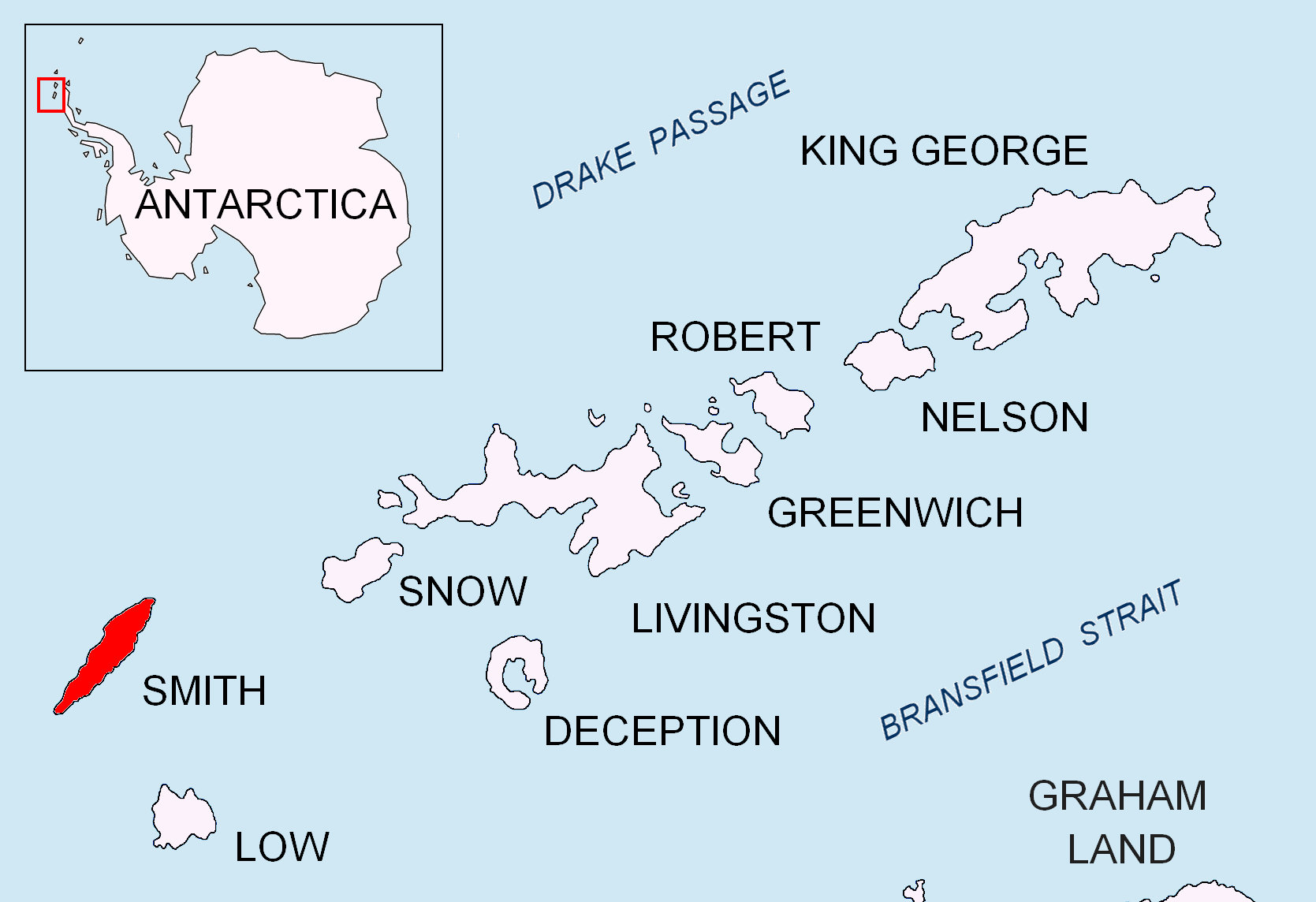

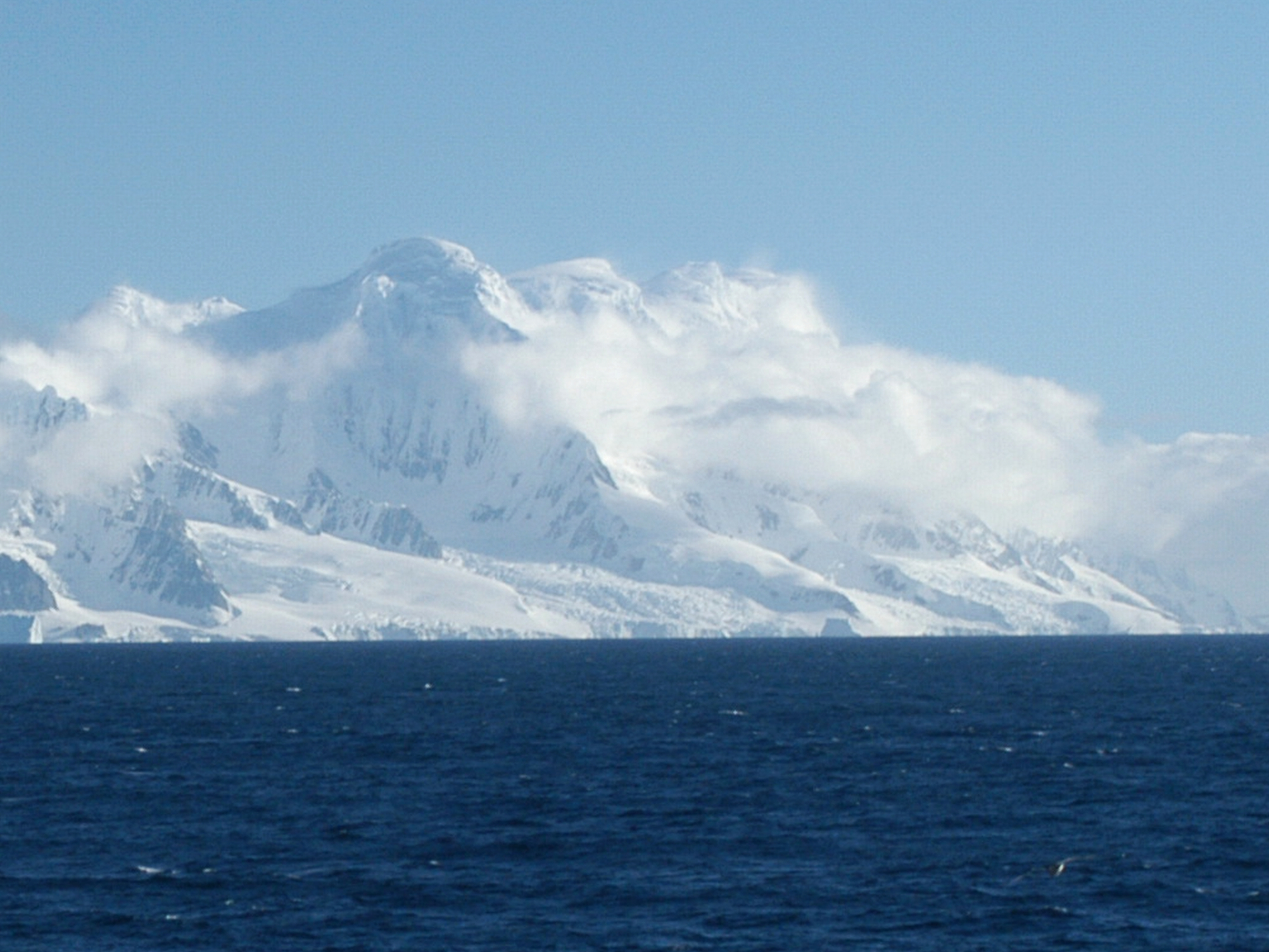

63°01′25″S 62°31′12″W / 63.02361°S 62.52000°W
伊凡阿森角是南極洲的海岬，位於南設得蘭群島的史密斯島，處於詹姆士角東北面12.5公里、史密斯角西南面20.5公里和斯拉韋科夫峰東南面3.45公里。

## 外部連結
- SCAR Composite Antarctic Gazetteer（页面存档备份，存于）